# Gufufjörður
Der Gufufjörður ist ein kleiner Fjord im Breiðafjörður in den Westfjorden Islands.
Er zweigt als erstes vom Þorskafjörður ab, östlich liegt der Djúpifjörður.
Der Gufufjörður ist so flach, dass man ihn für ein Watt halten kann.
An seinem Westufer verläuft der Vestfjarðavegur  die hier noch nicht asphaltiert ist. Man plant in diesem Bereich den Straßenverlauf zu verbessern und verkürzen.